# کول ۵۶۳۵
سیارک ۵۶۳۵ (به انگلیسی: 5635 Cole، نامگذاری:1981ER5) پنج هزار و ششصد و سی و پنجمین سیارک کشف شده‌است که در ۲ مارس ۱۹۸۱ کشف شد.
قدر مطلق سیارک برابر ۱۳٫۸۰ است.